# Traveling Wilburys
Die Traveling Wilburys waren eine Supergroup bestehend aus George Harrison († 2001), Jeff Lynne, Roy Orbison († 1988), Tom Petty († 2017) und Bob Dylan. Sie bestand von 1988 bis 1990 und produzierte zwei Studioalben.

## Entstehung und Bandname
Im Frühjahr 1988 bat George Harrisons Plattenfirma um ein zusätzliches Stück für die dritte Maxi-Single-Auskopplung aus dessen Comebackalbum Cloud Nine, This Is Love, da kein Remix der Single vorgesehen war und man einen Kaufanreiz für die Fans schaffen wollte, die das Album bereits hatten. Harrison fragte in seinem Bekanntenkreis herum, wer kurzfristig günstig ein Aufnahmestudio zur Verfügung stellen könne, und landete in Bob Dylans Studio in Santa Monica (Kalifornien). Jeff Lynne, der das Stück, wie schon das Album Harrisons, produzieren sollte, brachte Roy Orbison mit, dessen Comeback-Single You Got It er gerade betreute. Dylan seinerseits rief Tom Petty an, ob er dazukommen wolle. Das Stück, das sie aufnahmen, war Handle with Care, am selben Tag komponiert, eingespielt, und benannt nach der Aufschrift auf einem Karton in der Garage Dylans.
Jeff Lynne erzählt die Gründungsgeschichte anders. Danach fragte George Harrison ihn bei einem Essen, wen er gerne in einer Gruppe dabei hätte, er selber nannte dann Bob Dylan. Lynne nannte Orbison und sagte, dass er noch Petty mitbringen könnte. Aus dem vermeintlichen Witz formierte Harrison dann schnell tatsächlich eine Gruppe.

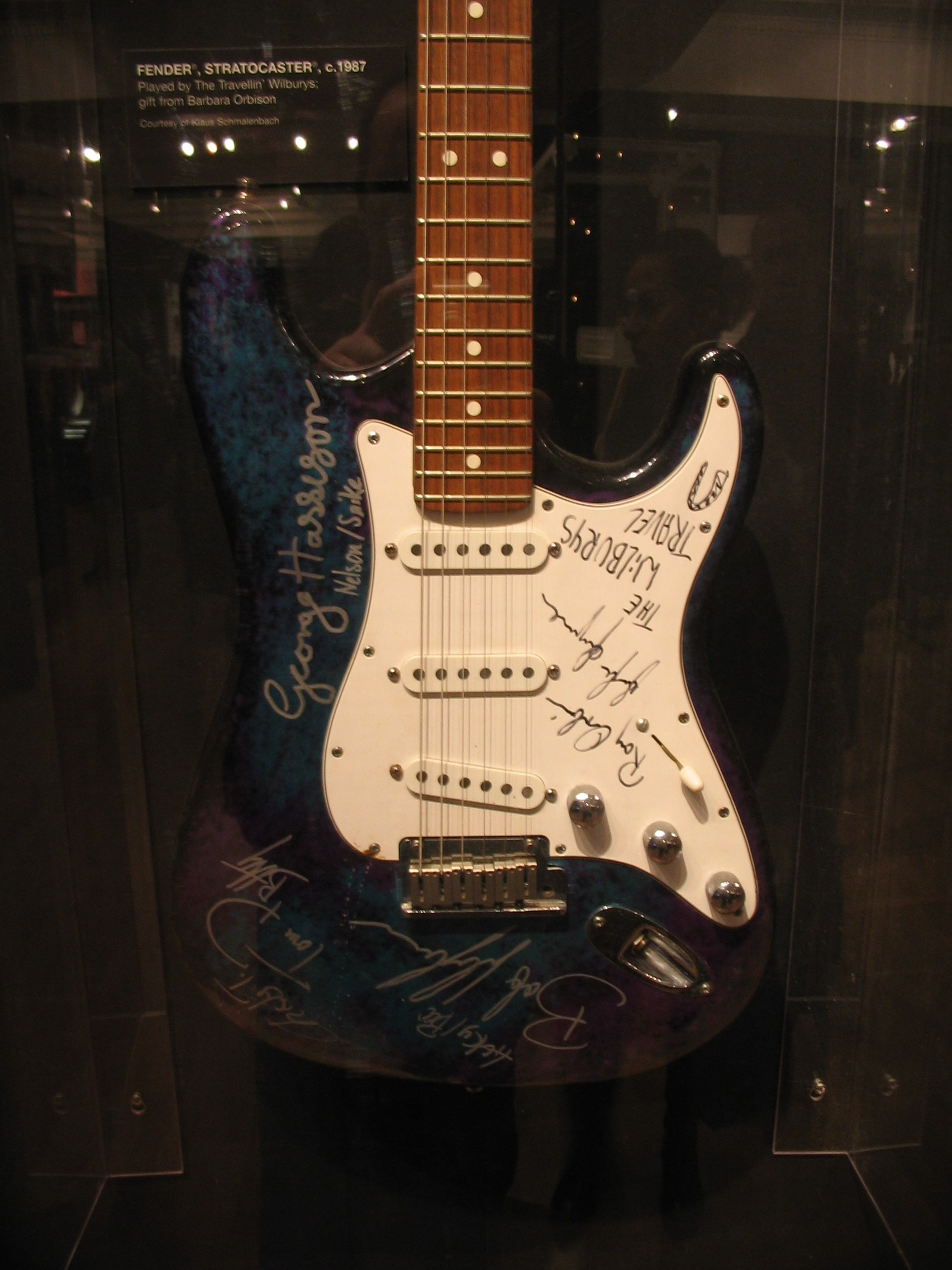
Fender Stratocaster mit den Unterschriften der Mitglieder der Traveling Wilburys

Bei Warner fand man, das Stück sei „zu gut für eine B-Seite“ und forderte mehr davon. Da alle Plattenfirmen der Künstler diese Supergruppe für eine gute Idee hielten, beschlossen sie, ein gemeinsames Album aufzunehmen. In nur zehn Tagen wurden zehn Stücke geschrieben, arrangiert und eingespielt.
Veröffentlicht werden sollte das Album nicht unter den tatsächlichen Namen der Musiker, sondern unter Pseudonymen: sie wählten als fiktive Halbbrüder Namen von Söhnen des gemeinsamen erfundenen Vaters Charles Truscott Wilbury Senior. Der Bandname „Traveling Wilburys“ leitet sich Lynne zufolge von Störgeräuschen auf den Aufnahmebändern ab, die er „Trembling Wilburys“ taufte.
Die Single Handle with Care kam in Großbritannien bis auf Platz 21 und in den USA bis auf Platz 45 der Charts. Das Album Vol. 1 wurde im Oktober 1988 veröffentlicht und einige Jahre später vom Musikmagazin „Rolling Stone“ als eines der 100 besten Alben aller Zeiten bezeichnet. Es erreichte Platz 3 der US-Albumcharts. 1989 erhielten die Wilburys dafür den Grammy in der Kategorie Best Rock Performance By a Duo or Group with Vocal. Noch vor der Veröffentlichung der zweiten Single verstarb Roy Orbison im Dezember 1988 an einem Herzinfarkt. Das Video zu End of the Line zeigte daraufhin ein Foto des Sängers sowie wiederholt einen Schaukelstuhl mit einer Gitarre darauf.
Nach Orbisons Tod machten die vier verbliebenen Wilburys – entgegen ersten Erwartungen – weiter: Im Oktober 1990 erschien das zweite Album der Gruppe, das den Titel Vol. 3 trug. Es war ebenfalls relativ erfolgreich und erreichte Platz 11 und Platin-Status in den USA, konnte jedoch nicht an die Verkaufszahlen seines Vorgängers anschließen. Das Album war dem verstorbenen Lefty Wilbury (Roy Orbison) gewidmet. Die anderen Bandmitglieder hatten sich für das zweite Album neue Wilbury-Vornamen gegeben (s. u.).
Es gibt vielerlei Erklärungsversuche dafür, dass man zwischen Vol. 1 und Vol. 3 den Titel Vol. 2 ausließ. So behaupten manche, das Ganze sei ein bloßer Scherz gewesen; Lynne: „There was so much pressure and expectation regarding Vol. 2 that we decided to skip that and go straight for Vol. 3“ (etwa: „Es gab so viel Druck und so hohe Erwartungshaltungen für Vol. 2, dass wir uns entschieden, dieses zu überspringen und direkt Vol. 3 aufzunehmen“). Andere mutmaßen, dass der Titel als Reaktion auf ein zwischenzeitlich erschienenes Bootleg-Album gewählt wurde, das unter anderem die Demos von Vol. 1 enthielt und Vol. 2 hieß. Eine weitere Erklärung lautet, dass es bereits erste Aufnahmen mit Roy Orbison für ein zweites Album gegeben habe, die jedoch aus Pietätsgründen nach dessen Tod nicht mehr veröffentlicht wurden. Ein ähnliches Gerücht besagt, dass man seinerzeit bereits ein Projekt Vol. 2 gemeinsam mit Del Shannon in Angriff genommen hatte, das nach dessen Selbstmord Anfang 1990 nicht weiterverfolgt wurde. Auf Shannons letztem, postum erschienenen, Album finden sich einige Lynne-Produktionen mit Wilbury-Gastspielen, die diese Theorie stützen. Wieder andere meinen, Tom Pettys erstes Soloalbum Full Moon Fever von 1989 müsse eigentlich als Vol. 2 betrachtet werden, da es zeitlich genau in die Lücke zwischen den beiden anderen Alben passt und zudem alle Wilburys mit Ausnahme von Bob Dylan darauf als Gastmusiker vertreten sind.
Die beiden Alben der Gruppe waren bereits seit Mitte der 1990er-Jahre ausverkauft und waren in der Folge ein beliebtes Objekt von Bootlegs und vornehmlich in Russland gefertigten Graupressungen, die auf Internet-Marktplätzen zu hohen Preisen verkauft wurden. Eine Neuveröffentlichung war längere Zeit angekündigt, wurde jedoch unter anderem dadurch verzögert, dass George Harrison, der auch einer der Haupt-Rechteinhaber war, 2001 starb, ohne die Neuabmischung der Stücke beendet zu haben.
Am 8. Juni 2007 erschienen beide Alben remastert mit zusätzlichen Stücken in einem Doppel-CD-Pack mit einer zusätzlichen DVD unter dem Titel „Traveling Wilburys – The Collection“. Das Doppel-Album wird in vier Versionen angeboten: als Standard-Ausgabe (2 CDs, 1 DVD, 1 16-seitiges Booklet), als limitierte Deluxe-Ausgabe (leinengebunden, 2 CDs, 1 DVD, 40-seitiges Booklet, Postkarten, Echtheitszertifikat), als Vinyl-Ausgabe (2 Vinyl-Schallplatten, zusätzliche 12-Zoll-Vinyl-Schallplatte mit Bonusstücken, Buch in Album-Größe, Postkarten/Poster) sowie als digitale Download-Ausgabe (alle Stücke der beiden CDs inkl. Bonusstücke, Videos und interaktives Booklet).
Während die beiden Wilbury-Alben zum Zeitpunkt ihrer Erstveröffentlichung in Großbritannien Platz 16 bzw. Platz 14 der Hitparade erreichten, gelang ihnen 2007 als Neuveröffentlichung der Sprung auf Platz eins.

## Mitglieder

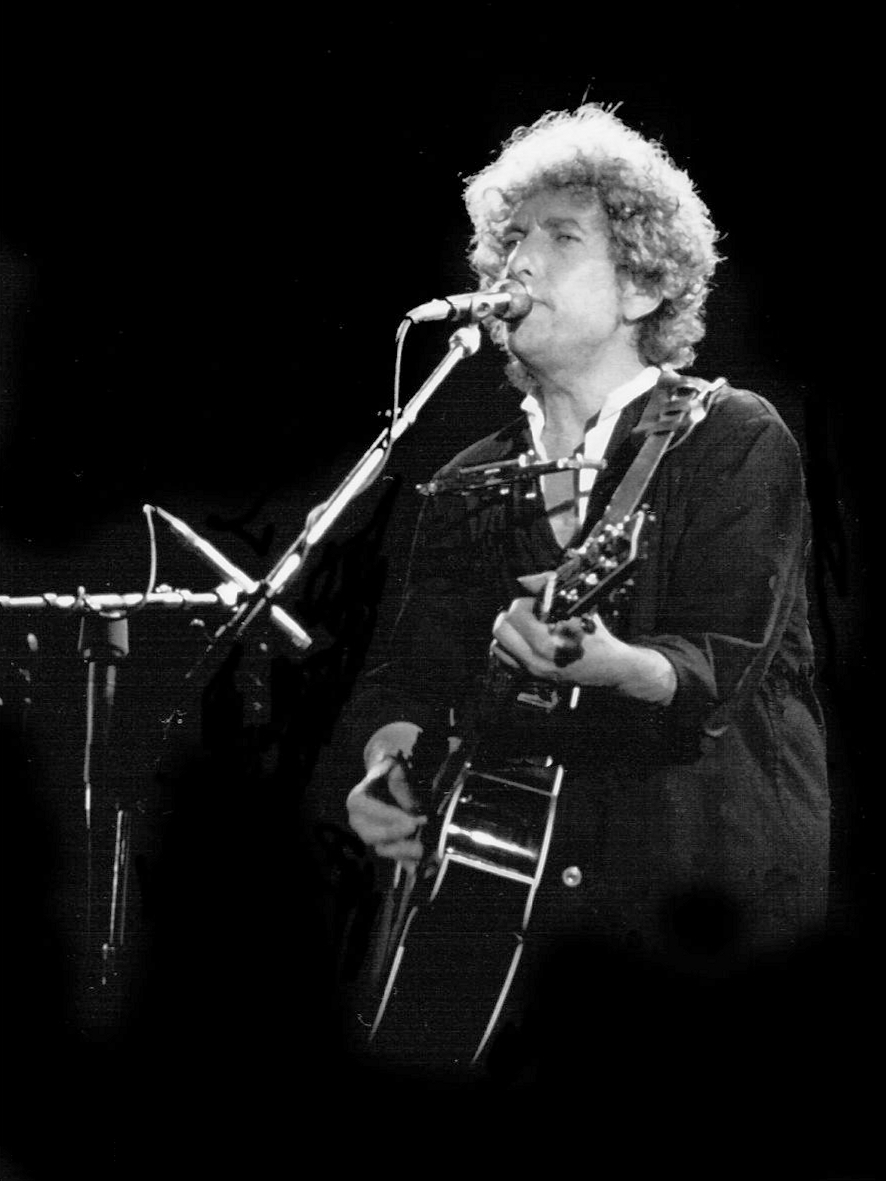
Bob Dylan in Barcelona (1984)

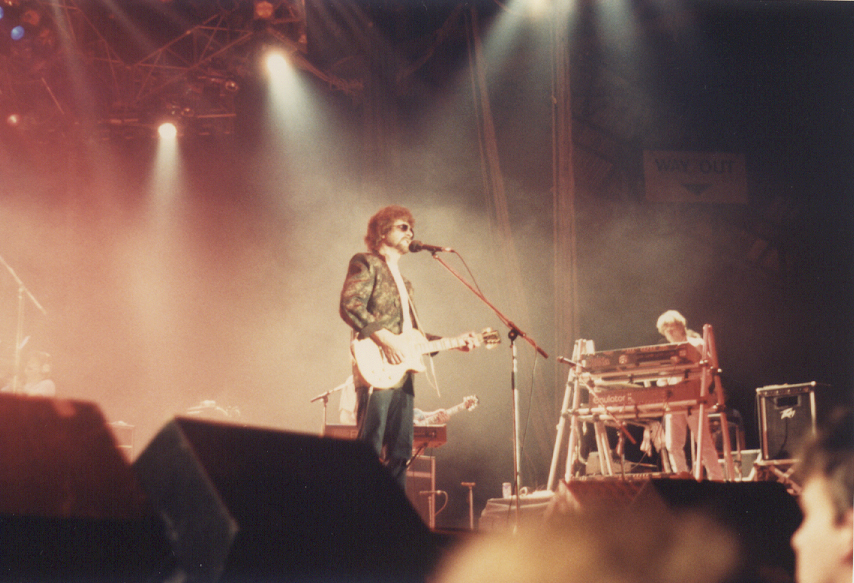
Jeff Lynne mit ELO (1986)

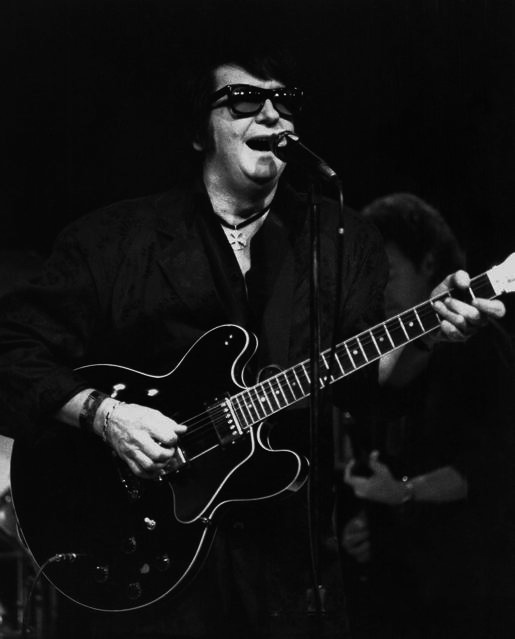
Roy Orbison (1987)

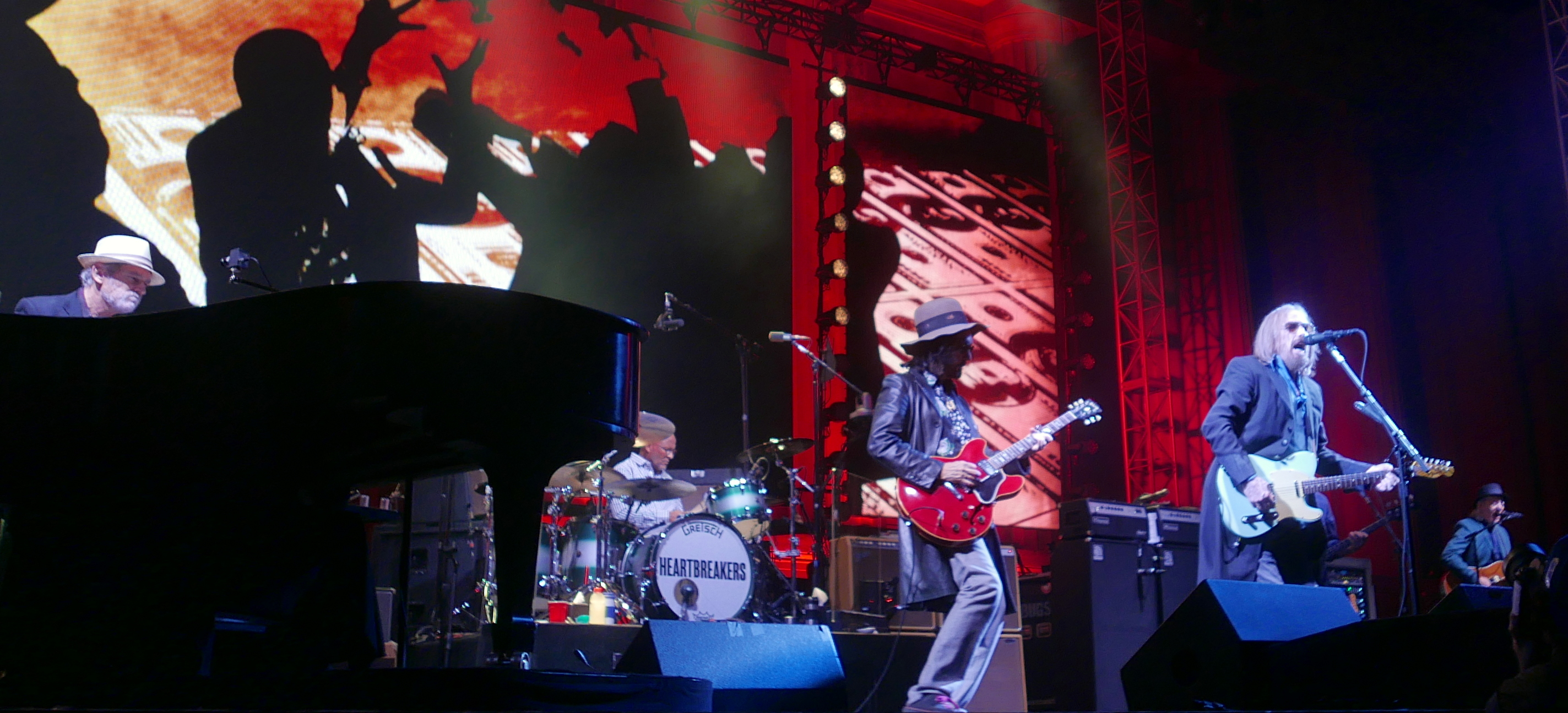
Tom Petty live (rechts) (2017)

Die Traveling Wilburys waren: (Vol. 1/Vol. 3)
- Bob Dylan – Lucky Wilbury/Boo Wilbury
- George Harrison – Nelson Wilbury/Spike Wilbury
- Jeff Lynne – Otis Wilbury/Clayton Wilbury
- Roy Orbison – Lefty Wilbury
- Tom Petty – Charlie T. Jnr./Muddy Wilbury

Schlagzeuger der Gruppe war auf beiden Alben Jim Keltner, der auch in einigen Musikvideos zu sehen war und im zum ersten Album gedrehten Dokumentationsfilm als „Buster Sidebury“ vorgestellt wurde.

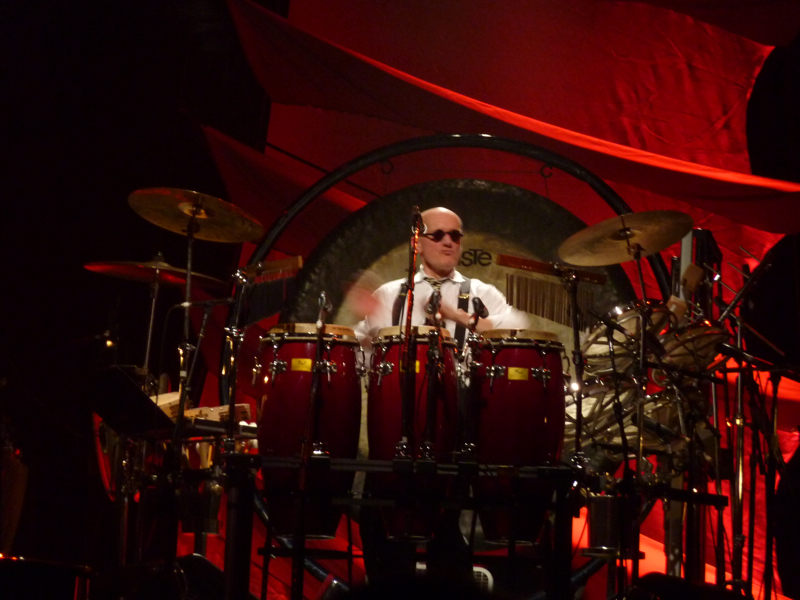
Ray Cooper (2010)

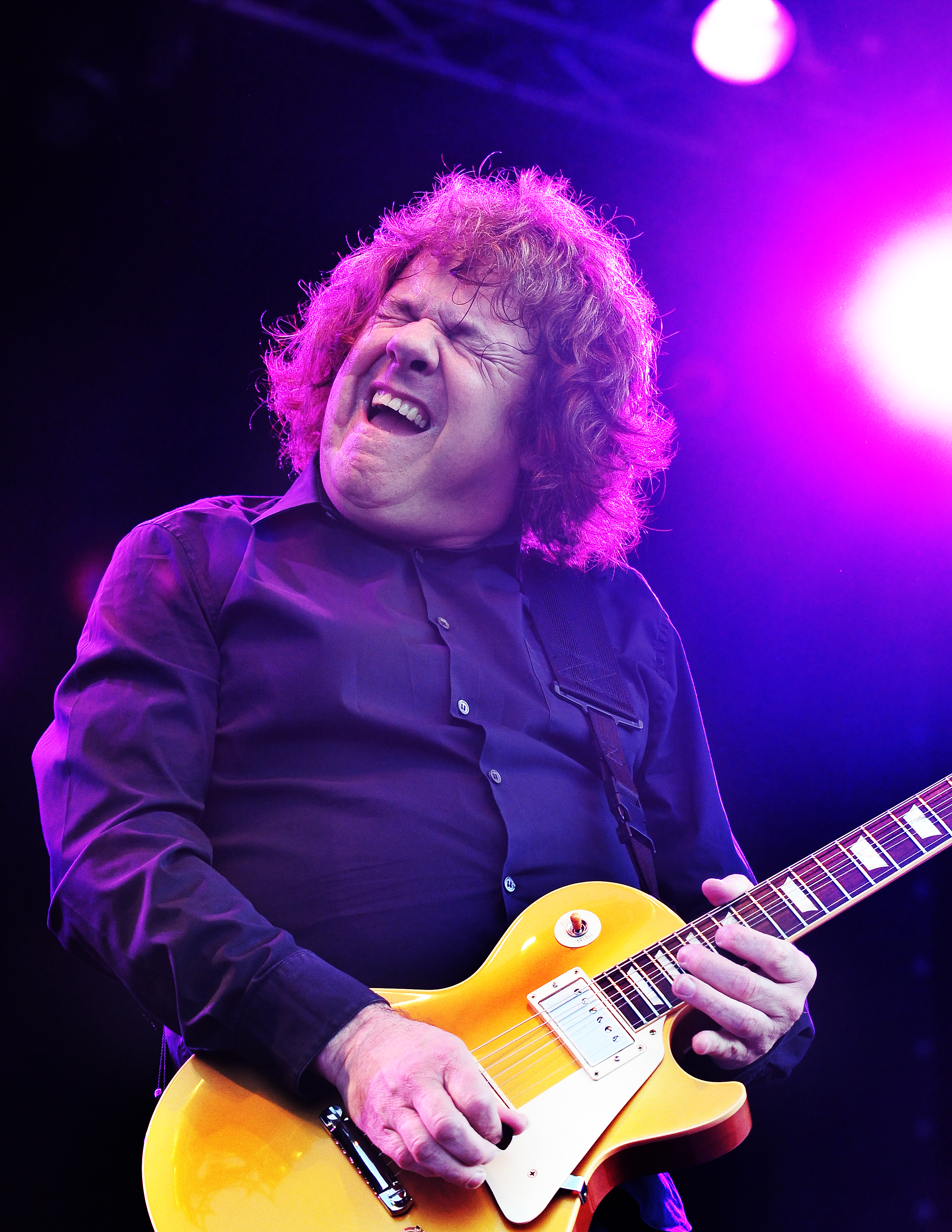
Gary Moore live (2008)

Weitere an den Alben beteiligte Musiker waren Jim Horn (Saxophon), Ray Cooper (Perkussion) und Gary Moore (Solo-Gitarre in She's My Baby).

## Diskografie

### Studioalben
| Jahr | Titel                     | Höchstplatzierung, Gesamtwochen, AuszeichnungChartplatzierungen (Jahr, Titel, Platzierungen, Wochen, Auszeichnungen, Anmerkungen) | Höchstplatzierung, Gesamtwochen, AuszeichnungChartplatzierungen (Jahr, Titel, Platzierungen, Wochen, Auszeichnungen, Anmerkungen) | Höchstplatzierung, Gesamtwochen, AuszeichnungChartplatzierungen (Jahr, Titel, Platzierungen, Wochen, Auszeichnungen, Anmerkungen) | Höchstplatzierung, Gesamtwochen, AuszeichnungChartplatzierungen (Jahr, Titel, Platzierungen, Wochen, Auszeichnungen, Anmerkungen) | Höchstplatzierung, Gesamtwochen, AuszeichnungChartplatzierungen (Jahr, Titel, Platzierungen, Wochen, Auszeichnungen, Anmerkungen) | Anmerkungen                            |
| Jahr | Titel                     | DE | AT | CH | UK | US | Anmerkungen                            |
| ---- | ------------------------- | --- | --- | --- | --- | --- | -------------------------------------- |
| 1988 | Traveling Wilburys Vol. 1 | DE10 Gold · (24 Wo.)DE | AT3 (16 Wo.)AT | CH6 Gold · (20 Wo.)CH | UK16 Silber · (35 Wo.)UK | US3 ×3Dreifachplatin · (53 Wo.)US                                                                                                 | Erstveröffentlichung: 18. Oktober 1988 |
| 1990 | Traveling Wilburys Vol. 3 | DE23 (14 Wo.)DE | AT22 (4 Wo.)AT | CH18 (11 Wo.)CH | UK14 Platin · (9 Wo.)UK | US11 Platin · (22 Wo.)US | Erstveröffentlichung: 29. Oktober 1990 |

### Kompilationen
| Jahr | Titel                             | Höchstplatzierung, Gesamtwochen, AuszeichnungChartplatzierungen (Jahr, Titel, Platzierungen, Wochen, Auszeichnungen, Anmerkungen) | Höchstplatzierung, Gesamtwochen, AuszeichnungChartplatzierungen (Jahr, Titel, Platzierungen, Wochen, Auszeichnungen, Anmerkungen) | Höchstplatzierung, Gesamtwochen, AuszeichnungChartplatzierungen (Jahr, Titel, Platzierungen, Wochen, Auszeichnungen, Anmerkungen) | Höchstplatzierung, Gesamtwochen, AuszeichnungChartplatzierungen (Jahr, Titel, Platzierungen, Wochen, Auszeichnungen, Anmerkungen) | Höchstplatzierung, Gesamtwochen, AuszeichnungChartplatzierungen (Jahr, Titel, Platzierungen, Wochen, Auszeichnungen, Anmerkungen) | Anmerkungen                         |
| Jahr | Titel                             | DE | AT | CH | UK | US | Anmerkungen                         |
| ---- | --------------------------------- | --- | --- | --- | --- | --- | ----------------------------------- |
| 2007 | The Traveling Wilburys Collection | DE9 (13 Wo.)DE | AT24 (5 Wo.)AT | CH45 (6 Wo.)CH | UK1 Platin · (19 Wo.)UK | US9 Gold · (13 Wo.)US | Erstveröffentlichung: 11. Juni 2007 |

### Singles
| Jahr | Titel Album                                                              | Höchstplatzierung, Gesamtwochen, AuszeichnungChartplatzierungen (Jahr, Titel, Album, Platzierungen, Wochen, Auszeichnungen, Anmerkungen) | Höchstplatzierung, Gesamtwochen, AuszeichnungChartplatzierungen (Jahr, Titel, Album, Platzierungen, Wochen, Auszeichnungen, Anmerkungen) | Höchstplatzierung, Gesamtwochen, AuszeichnungChartplatzierungen (Jahr, Titel, Album, Platzierungen, Wochen, Auszeichnungen, Anmerkungen) | Höchstplatzierung, Gesamtwochen, AuszeichnungChartplatzierungen (Jahr, Titel, Album, Platzierungen, Wochen, Auszeichnungen, Anmerkungen) | Höchstplatzierung, Gesamtwochen, AuszeichnungChartplatzierungen (Jahr, Titel, Album, Platzierungen, Wochen, Auszeichnungen, Anmerkungen) | Anmerkungen                            |
| Jahr | Titel Album                                                              | DE | AT | CH | UK | US | Anmerkungen                            |
| ---- | ------------------------------------------------------------------------ | --- | --- | --- | --- | --- | -------------------------------------- |
| 1988 | Handle with Care Traveling Wilburys Vol. 1                               | — | — | — | UK21 Silber · (16 Wo.)UK | US45 (14 Wo.)US | Erstveröffentlichung: 17. Oktober 1988 |
| 1989 | End of the Line Traveling Wilburys Vol. 1                                | — | — | — | UK52 Silber · (5 Wo.)UK | US63 (9 Wo.)US | Erstveröffentlichung: 23. Januar 1989  |
| 1990 | Nobody’s Child Nobody’s Child - Romanian Angel Appeal (V.A.-Compilation) | — | — | — | UK44 (2 Wo.)UK | — | Erstveröffentlichung: 18. Juni 1990    |
| 1990 | She’s My Baby Traveling Wilburys Vol. 3                                  | — | — | — | UK79 (1 Wo.)UK | — | Erstveröffentlichung: Oktober 1990     |

Weitere Singles
- 1988: Handle with Care / Margarita
- 1988: Handle with Care (Extended Version) / Margarita (12″/10”)
- 1988: Handle with Care / Margarita / Handle with Care (Extended Version, CD)
- 1989: End of the Line / Congratulations
- 1989: End of the Line (Extended Version) / Congratulations (12″, CD)
- 1989: Heading for the Light / Rattled (Deutschland)
- 1989: Heading for the Light / Rattled / Last Night (Deutschland, 12″, CD)
- 1989: Handle with Care / End of the Line (Back to Back Hits Serie, US)
- 1990: Nobody’s Child / (Dave Stewart and the Spiritual Cowboys: Lumiere)
- 1990: Nobody’s Child / (Dave Stewart and the Spiritual Cowboys: Lumiere) / (Ringo Starr: With a little Help from my Friends, 12″, CD)
- 1990: She’s My Baby / New Blue Moon (Instrumental Version)
- 1990: She’s My Baby / New Blue Moon (Instrumental Version) / Runaway (12″, CD)
- 1991: Inside Out / New Blue Moon (Instrumental Version, Deutschland)
- 1991: Inside Out / New Blue Moon (Instrumental Version) / Cool Dry Place (Deutschland, 12″, CD)
- 1991: Wilbury Twist / New Blue Moon (Instrumental Version)
- 1991: Wilbury Twist / New Blue Moon (Instrumental Version) / Cool Dry Place (12″, CD)
- 2007: Handle with Care / Handle with Care (Extended Version)

### Musikvideos
| Jahr | Titel                          | Regie        |
| ---- | ------------------------------ | ------------ |
| 1988 | Handle With Care               |              |
| 1989 | End of The Line                | Willy Smax   |
| 1990 | Nobody’s Child                 | Derek Hayes  |
| 1990 | She’s My Baby (zwei Versionen) | David Leland |
| 1990 | Inside Out (zwei Versionen)    |              |
| 1991 | Wilbury Twist (drei Versionen) |              |

## Auszeichnungen für Musikverkäufe
| Goldene Schallplatte - Dänemark - 2007: für das Album The Traveling Wilburys Collection - Schweden - 2007: für das Album The Traveling Wilburys Collection Platin-Schallplatte - Australien - 1990: für das Album Traveling Wilburys Vol. 3 - Kanada - 2003: für das Album Traveling Wilburys Vol. 3 - 2007: für das Album The Traveling Wilburys Collection - Neuseeland - 2007: für das Album The Traveling Wilburys Collection - Schweden - 1989: für das Album Traveling Wilburys Vol. 1 | 2× Platin-Schallplatte - Australien - 2007: für das Album The Traveling Wilburys Collection - Irland - 2007: für das Album The Traveling Wilburys Collection - Neuseeland - 2024: für die Single End of the Line 6× Platin-Schallplatte - Australien - 1992: für das Album Traveling Wilburys Vol. 1 - Kanada - 2006: für das Album Traveling Wilburys Vol. 1 |

Anmerkung: Auszeichnungen in Ländern aus den Charttabellen bzw. Chartboxen sind in ebendiesen zu finden.
| Land/RegionAuszeichnungen für Musikverkäufe (Land/Region, Auszeichnungen, Verkäufe, Quellen) | Silber     | Gold     | Platin       | Verkäufe  | Quellen               |
| -------------------------------------------------------------------------------------------- | ---------- | -------- | ------------ | --------- | --------------------- |
| Australien (ARIA)                                                                            | —          | —        | 9× Platin9   | 630.000   | aria.com.au           |
| Dänemark (IFPI)                                                                              | —          | Gold1    | —            | 15.000    | Einzelnachweise       |
| Deutschland (BVMI)                                                                           | —          | Gold1    | —            | 250.000   | musikindustrie.de     |
| Irland (IRMA)                                                                                | —          | —        | 2× Platin2   | 30.000    | irishcharts.ie        |
| Kanada (MC)                                                                                  | —          | —        | 8× Platin8   | 800.000   | musiccanada.com       |
| Neuseeland (RMNZ)                                                                            | —          | —        | 3× Platin3   | 75.000    | radioscope.net.nz NZ2 |
| Schweden (IFPI)                                                                              | —          | Gold1    | Platin1      | 120.000   | sverigetopplistan.se  |
| Schweiz (IFPI)                                                                               | —          | Gold1    | —            | 25.000    | hitparade.ch          |
| Vereinigte Staaten (RIAA)                                                                    | —          | Gold1    | 4× Platin4   | 4.500.000 | riaa.com              |
| Vereinigtes Königreich (BPI)                                                                 | 3× Silber3 | —        | 2× Platin2   | 1.060.000 | bpi.co.uk             |
| Insgesamt                                                                                    | 3× Silber3 | 5× Gold5 | 29× Platin29 |           |                       |